# Биси ле Шато
Биси ле Шато (фр. Bussy-le-Château) насеље је и општина у североисточној Француској у региону Шампањ-Арден, у департману Марна која припада префектури Шалонс ан Шампањ.
По подацима из 2011. године у општини је живело 168 становника, а густина насељености је износила 7,02 становника/km². Општина се простире на површини од 23,93 km². Налази се на средњој надморској висини од 170 метара.

## Демографија
| 1962. | 1968. | 1975. | 1982. | 1990. | 1999. | 2011. |
| ----- | ----- | ----- | ----- | ----- | ----- | ----- |
| 227   | 266   | 223   | 216   | 195   | 178   | 168   |

График промене броја становника у току последњих година